# Aschbach (Francja)
Aschbach – miejscowość i gmina we Francji, w regionie Grand Est, w departamencie Dolny Ren.
Według danych na rok 1990 gminę zamieszkiwało 497 osób, 115 os./km².